# 25 ноября
25 ноября — 329-й день года (330-й в високосные годы) по григорианскому календарю.
До конца года остаётся 36 дней.
До 15 октября 1582 года — 25 ноября по юлианскому календарю, с 15 октября 1582 года — 25 ноября по григорианскому календарю.
В XX и XXI веках соответствует 12 ноября по юлианскому календарю.

## Праздники и памятные дни

### Международные
- ООН — Международный день борьбы за ликвидацию насилия в отношении женщин.

### Национальные
- Босния и Герцеговина — Национальный день Боснии и Герцеговины.
- Суринам — День независимости Суринама.
- Туркменистан — Праздник урожая[2].
- Украина — День памяти жертв голодоморов (в 2023)[3]

### Религиозные
Католицизм
 — Память святой Екатерины Александрийской;
 — память святой Катрин Лабуре;
 — память святой Елизаветы Ройтесской.
 Православие
 — Память пророка Ахии Силомлянина (960 год до н. э.);
 — память святителя Иоанна Милостивого, патриарха Александрийского (616—620);
 — память преподобного Нила Постника (V век);
 — память блаженного Иоанна Власатого, Ростовского (1580 год);
 — память преподобного Нила Мироточивого, Афонского (1651 год);
 — память священномучеников Константина Успенского, Владимира Красновского, Александра Архангельского, Матфея Алоина, Димитрия Розанова пресвитеров (1937 год);
 — память священномученика Александра Адрианова (1918 год);
 — празднование иконы Божией Матери «Милостивая».

### Именины
- Католические: Екатерина, Елизавета.
- Православные: Александр, Арсакий, Афанасий, Ахия, Борис, Владимир, Даниил, Дмитрий, Иван, Константин, Лев, Матфей, Николай, Нил, Савва, Стефан, Феодор.

## События

### До XIX века
- 1120 — в проливе Ла-Манш у берегов Нормандии потерпел крушение «Белый корабль», в котором погибло большое число англонормандских аристократов, включая наследника английского престола Вильгельма Аделина. Его смерть повлекла за собой феодальную анархию в Англии в конце 1130-х — 1140-х гг.
- 1177 — битва при Монжизаре.
- 1487 — коронация Елизаветы Йоркской.
- 1667 — 80 тыс. человек погибли при землетрясении в Шемахе (Азербайджан)[7].
- 1735 — отлит Царь-колокол.
- 1783 — последние британские войска покинули Нью-Йорк после завершения Войны за независимость США.
- 1795 — в день именин Екатерины II последний польский король и великий князь литовский Станислав Август Понятовский отрёкся от престола и тем самым завершил третий раздел Речи Посполитой.

### XIX век
- 1819 — российский император Александр I направил Указ Сенату учредить должность главного директора Пажеского, кадетских корпусов и Дворянского полка корпуса и назначить на неё П. П. Коновницына.
- 1839 — на портовый город Коринга обрушился самый смертоносный циклон в истории Индии[8].
- 1867 — Альфред Нобель запатентовал динамит.

### XX век
- 1917 — начало выборов в Учредительное собрание.
- 1936 — Германия и Япония заключили Антикоминтерновский пакт.
- 1940
  - В мультфильме Уолтера Ланца впервые появился персонаж Вуди Вудпекер.
  - Первый полёт бомбардировщика «Де Хевилленд Москито».
- 1941
  - Королевский линкор Barham был торпедирован подводной лодкой U-331 близ Соллума (Средиземное море). При опрокидывании корабль взорвался от детонации боезапаса. Из находившегося на борту экипажа почти никто не спасся.
  - Финляндия присоединилась к антикоминтерновскому пакту.
- 1946 — официальная дата основания Московского физико-технического института.
- 1950 — китайская армия начала своё первое крупное наступление, следствием которого стало тяжёлое поражение войск ООН.
- 1967 — пущен Бакинский метрополитен.
- 1981 — папа римский Иоанн Павел II назначил кардинала Йозефа Ратцингера (будущего папу римского Бенедикта XVI) префектом Конгрегации Доктрины веры.
- 1985 — в Анголе сбит из ПЗРК транспортный самолёт Ан-12БП советских ВВС, погибли 23 человека.
- 1986 — торжественно открыт мост короля Фахда между Бахрейном и Саудовской Аравией.
- 1992 — Федеральное собрание Чехословакии проголосовало за разделение страны на Чехию и Словакию с 1 января 1993 года.
- 1993 — одна из самых жестоких бандитских разборок начала 1990-х годов — расстрел в клубе завода «Рязсельмаш» в городе Рязань. Погибли 8, ранены 9 человек. Организатор расстрела — Слоновская ОПГ.

### XXI век
- 2001 — восстание пленных талибов в крепости Кала-и Джанги.
- 2009 — в Сент-Винсенте и Гренадинах прошёл референдум о принятии новой конституции. В ней предполагалось упразднение монархии и создание поста президента[9].
- 2021 — Взрыв на шахте «Листвяжная».

## Родились

### До XIX века
- 1562 — Лопе де Вега (ум. 1635), испанский драматург, поэт и прозаик.
- 1609 — Генриетта Мария Французская (ум. 1669), младшая дочь короля Франции Генриха IV, супруга короля Англии Карла I.
- 1666 — Джузеппе Джованни Баттиста Гварнери (ум. 1739 или 1740), итальянский мастер изготовления смычковых инструментов.
- 1712 — Шарль-Мишель де л’Эпе (ум. 1789), французский аббат, один из основоположников сурдопедагогики.
- 1717 — Александр Сумароков (ум. 1777), русский поэт, драматург, литературный критик.

### XIX век
- 1810 — Николай Пирогов (ум. 1881), русский хирург и анатом, естествоиспытатель и педагог.
- 1814 — Юлиус Роберт фон Майер (ум. 1878), немецкий врач, естествоиспытатель, обосновавший первый закон термодинамики.
- 1835 — Эндрю Карнеги (ум. 1919), американский сталепромышленник, мультимиллионер и филантроп.
- 1838 — Иван Нечуй-Левицкий (ум. 1918), украинский писатель.
- 1844 — Карл Бенц (ум. 1929), немецкий инженер, изобретатель, пионер автомобилестроения.
- 1856 — Сергей Танеев (ум. 1915), русский композитор, пианист, учёный, музыкально-общественный деятель.
- 1881 — Иоанн XXIII (в миру Анджело Джузеппе Ронкалли; ум. 1963), 261-й папа римский (1958—1963).
- 1885
  - Миржакип Дулатов (ум. 1935), казахский поэт, писатель, один из лидеров национально-освободительного движения Казахстана.
  - Семён Нахимсон (убит в 1918), революционер, член ВЦИК РСФСР, первый комиссар Латышских стрелков.
- 1887 — Николай Вавилов (ум. 1943), русский советский учёный-генетик, селекционер.
- 1889 — Ян Берзин (наст. имя Петерис Янович Кюзис; расстрелян в 1938), один из создателей и руководитель советской военной разведки.
- 1895
  - Анастас Микоян (ум. 1978), советский государственный и партийный деятель.
  - Людвик Свобода (ум. 1979), президент Чехословакии (1968—1975), генерал армии.
- 1899 — Георгий Васильев (ум. 1946), советский кинорежиссёр, сценарист и актёр.

### XX век
- 1901 — Артур Либехеншель (казнён 1948), офицер СС, комендант концлагерей Освенцим и Майданек.
- 1903 — Исса Плиев (ум. 1979), советский кавалерийский военачальник, генерал армии, дважды Герой Советского Союза.
- 1914 — Джо Ди Маджо (ум. 1999), американский бейсболист, один из самых выдающихся игроков, второй муж Мэрилин Монро.
- 1915
  - Армандо Вильянуэва (ум. 2013), перуанский политик, премьер-министр Перу (1988—1989).
  - Аугусто Пиночет (ум. 2006), президент Чили (1974—1990), диктатор.
- 1924
  - Пол Дезмонд (ум. 1977), американский джазовый альт-саксофонист и композитор.
  - Такааки Ёсимото (ум. 2012), японский критик, поэт, публицист и философ.
- 1925
  - Хосе Дуарте (ум. 1990), президент Сальвадора (1984—1989).
  - Нонна Мордюкова (ум. 2008), киноактриса, народная артистка СССР.
- 1926 — Пол Андерсон (ум. 2001), американский писатель-фантаст.
- 1930 — Кларк Скоулз (ум. 2010), американский пловец, олимпийский чемпион 1952 года.
- 1938 — Михаил Аввакумов, советский и российский художник-график, плакатист, член-корреспондент РАХ.
- 1941 — Риаз Ахмед Гоар Шахи (ум. 2001), пакистанский духовный лидер, основатель религиозного движения «Анджуман Серфарошан-э-Ислам».
- 1944
  - Бив Бивэн, британский ударник, один из основателей рок-групп «The Move» «Electric Light Orchestra».
  - Марк Минков (ум. 2012), советский и российский композитор, народный артист РФ.
  - Владимир Яковлев, российский политик, губернатор Санкт-Петербурга в 1996—2003 гг.
- 1951
  - Шарлин Харрис, американская писательница, автор детективов.
  - Леонид Черновецкий, украинский политик, бывший городской голова Киева.
- 1953 — Марк Фрост, американский писатель, режиссер, сценарист, продюсер.
- 1960
  - Эми Грант, американская певица, автор-исполнитель.
  - Джон Фицджеральд Кеннеди (младший) (погиб 1999), американский журналист и адвокат.
- 1961 — Андрей Кивинов (наст. фамилия Пименов), российский писатель и сценарист («Улицы разбитых фонарей» и др.).
- 1962
  - Артур Гаспарян, российский журналист, музыкальный критик, публицист, телеведущий.
  - Хиронобу Сакагути, японский геймдизайнер, создатель серии игр Final Fantasy.
- 1967 — Энтони Нести, суринамский пловец, олимпийский чемпион (1988).
- 1968
  - Эрнест Мацкявичюс, российский журналист литовского происхождения.
  - Джилл Хеннесси, канадская актриса кино и сериалов («Закон и порядок» и др.).
- 1971 — Кристина Эпплгейт, американская актриса, лауреат премии «Эмми».
- 1976 — Елена Витриченко, украинская спортсменка, многократная чемпионка мира по художественной гимнастике.
- 1977 — Гильермо Каньяс, аргентинский теннисист, экс-восьмая ракетка мира.
- 1978 — Мара (Мара Нестерова), российская рок-певица, музыкант, автор песен.
- 1979 — Юэль Киннаман, шведско-американский актёр.
- 1980 — Арон Мокоэна, южноафриканский футболист.
- 1981 — Хаби Алонсо, испанский футболист и тренер, чемпион мира (2010), двукратный чемпион Европы (2008, 2012).
- 1984 — Гаспар Ульель (погиб 2022), французский актёр.
- 1985 — Маркус Хельнер, шведский лыжник, трёхкратный олимпийский чемпион.
- 1986 — Кэти Кэссиди, американская актриса, певица и фотомодель.
- 1987 — Тревор Букер, американский баскетболист.
- 1989 — Том Дайс, бельгийский певец.
- 1991 — Филипп Грубауэр, немецкий хоккеист, вратарь.

### XXI век
- 2002 — Педри (Пе́дро Гонса́лес Ло́пес), испанский футболист.

## Скончались

### До XIX века
- 311 — Пётр Александрийский, христианский богослов, священномученик.
- 1560 — Андреа Дориа (р. 1466), генуэзский адмирал и государственный деятель.
- 1755 — Иоганн Георг Пизендель (р. 1688), немецкий барочный музыкант и композитор.
- 1774 — Генри Бейкер[англ.] (р. 1698), английский натуралист.
- 1785 — Ричард Гловер (р. 1712), английский поэт, писатель и политический деятель.

### XIX век
- 1819 — Александр Тормасов (р. 1752), русский генерал, участник войны 1812 года.
- 1865 — Генрих Барт (р. 1821), немецкий историк, филолог, географ, путешественник, исследователь Африки.
- 1881 — Теобальд Бём (р. 1794), немецкий инструментальный мастер, флейтист, композитор, создатель современной поперечной флейты.

### XX век
- 1911 — Поль Лафарг (р. 1842), французский экономист и политик, теоретик марксизма.
- 1915 — Мишель Бреаль (р. 1832), французский лингвист и историк.
- 1956 — Александр Довженко (р. 1894), украинский советский кинорежиссёр, писатель, кинодраматург, народный артист РСФСР.
- 1958 — Чарльз Кеттеринг (р. 1876), американский инженер, изобретатель и предприниматель.
- 1959 — Жерар Филип (р. 1922), французский актёр театра и кино, обладатель премии «Сезар».
- 1960 — Митар Бакич (р. 1908), военный и политический деятель, Народный герой Югославии.
- 1963 — Александр Маринеско (р. 1913), командир подводной лодки С-13, Герой Советского Союза (посмертно).
- 1967 — Осип Цадкин (р. 1890), французский скульптор-авангардист.
- 1968 — Эптон Билл Синклер (р. 1878), американский писатель, лауреат Пулитцеровской премии.
- 1970 — Юкио Мисима (р. 1925), японский писатель и драматург.
- 1972 — Александр Разумный (р. 1891), советский кинорежиссёр.
- 1974
  - Ник Дрейк (р. 1948), английский фолк-музыкант, певец, автор песен.
  - У Тан (р. 1909), бирманский дипломат, третий Генеральный секретарь ООН (1962—1971).
- 1976 — Михаил Гуревич (р. 1893), советский авиаконструктор, Герой Социалистического Труда.
- 1990 — Мераб Мамардашвили (р. 1930), советский философ, профессор МГУ.
- 1992 — Марк Рейзен (р. 1895), оперный и камерный певец (бас), солист Большого театра, народный артист СССР.
- 1995
  - Николай Дроздецкий (р. 1957), советский хоккеист, олимпийский чемпион (1984), двукратный чемпион мира, трёхкратный чемпион Европы.
  - Борис Рыцарев (р. 1930), советский кинорежиссёр и сценарист, мастер жанра фильма-сказки.

### XXI век
- 2001 — Риаз Ахмед Гоар Шахи (р. 1941), пакистанский духовный лидер, основатель религиозного движения «Анджуман Серфарошан-э-Ислам».
- 2002 — Карел Рейш (р. 1926), английский кинорежиссёр чешского происхождения.
- 2003 — Жак Франсуа (р. 1920), французский актёр театра и кино.
- 2005
  - Джордж Бест (р. 1946), североирландский футболист.
  - Ричард Бёрнс (р. 1971), английский гонщик, чемпион мира по ралли (2001).
- 2011 — Василий Алексеев (р. 1942), советский спортсмен-тяжелоатлет, двукратный олимпийский чемпион (1972, 1976), восьмикратный чемпион мира и Европы.
- 2013 — Сэйдзи Цуцуми (р. 1927), японский предприниматель, владелец конгломерата «Сайсон», писатель, поэт.
- 2016 — Фидель Кастро (р. 1926), кубинский революционер, государственный и политический деятель.
- 2018 — Виктор Каневский (р. 1936), советский футболист и американский тренер.
- 2020
  - Джеймс Вулфенсон (р. 1933), 9-й президент Всемирного банка (1995—2005).
  - Диего Марадона (р. 1960), аргентинский футболист, чемпион мира (1986).
- 2021 — Александр Омельченко (р. 1938), украинский государственный и политический деятель, мэр Киева (1999—2006).

## Приметы
Иван Милостивый.
- Коли на Ивана — снега, зима до Введенья (4 декабря) с места не сдвинется.
- Если на Ивана — дождь, то до Введенья будет тож[10][неавторитетный источник].